# Powiat Kunohe
Powiat Kunohe (jap. 九戸郡 Kunohe-gun) – powiat w Japonii, w prefekturze Iwate. W 2024 roku liczył 30 543 mieszkańców.

## Miejscowości
- Hirono
- Karumai
- Kunohe
- Noda